# Vinary (district d'Ústí nad Orlicí)
Pour les articles homonymes, voir Vinary.
Vinary (en allemand : Winar) est une commune du district d'Ústí nad Orlicí, dans la région de Pardubice, en République tchèque. Sa population s'élevait à 134 habitants en 2024.

## Géographie
Vinary se trouve à 8 km à l'ouest de Vysoké Mýto, à 25 km à l'ouest d'Ústí nad Orlicí, à 22 km à l'est-sud-est de Pardubice et à 117 km à l'est de Prague.
La commune est limitée par Stradouň au nord-ouest et au nord, par Vraclav à l'est, par Řepníky et Jenišovice au sud, et par Chroustovice à l'ouest.

## Histoire
La première mention écrite de la localité date de 1433.

## Transports
Par la route, Vinary trouve à 9,5 km de Vysoké Mýto, à 32 km d'Ústí nad Orlicí, à 26 km de Pardubice et à 140 km de Prague. 